# Новий Двур (гміна)
Гміна Новий Двур (пол. Gmina Nowy Dwór) — сільська гміна у східній Польщі. Належить до Сокульського повіту Підляського воєводства.
Станом на 31 грудня 2011 у гміні проживало 2847 осіб.

## Територія
Згідно з даними за 2007 рік площа гміни становила 120.88 км², у тому числі:
- орні землі: 79.00%
- ліси: 14.00%

Таким чином, площа гміни становить 5.88% площі повіту.

## Населення
Станом на 31 грудня 2011:
| Опис     | Загалом | Загалом | Чоловіки | Чоловіки | Жінки | Жінки |
| -------- | ------- | ------- | -------- | -------- | ----- | ----- |
| одиниця  | осіб    | %       | осіб     | %        | осіб  | %     |
| все      | 2847    | 100     | 1419     | 49.84    | 1428  | 50.16 |
| міське   | 0       | 100     | 0        |          | 0     |       |
| сільське | 2847    | 100     | 1419     | 49.84    | 1428  | 50.16 |

## Сусідні гміни
Гміна Новий Двур межує з такими гмінами: Домброва-Білостоцька, Кузьниця, Ліпськ, Сідра.